# From Here To There
Albums de Girls In Hawaii
001
(2001) Plan Your Escape
(2008)
From Here To There est le premier album studio du groupe Girls In Hawaii. Enregistré pendant plusieurs années, dans des lieux différents, il contient de nombreuses versions finalisées de démos présentes sur 001. En 2005, une version Deluxe sort, à laquelle est ajouté un second album, composé du premier EP, sans Found in the Ground, remplacée par la chanson Fireworks. L'album est généralement bien accueilli par la presse spécialisée,,,,.